# Голая Снова
Голая Снова — река в России, протекает в Воронежской области и Липецкой области. Устье реки находится в 37 км по правому берегу реки Кобылья Снова.
Длина реки составляет 14 км, площадь водосборного бассейна 106 км².
Берёт начало в селе Верхосновка. На реке находятся населённые пункты Голосновка, Ивановка, Вершина. Крупнейший приток река Озерки.

## Данные водного реестра
По данным государственного водного реестра России относится к Донскому бассейновому округу, водохозяйственный участок реки — Дон от города Задонск до города Лиски, без рек Воронеж (от истока до Воронежского гидроузла) и Тихая Сосна, речной подбассейн реки — бассейны притоков Дона до впадения Хопра. Речной бассейн реки — Дон (российская часть бассейна).
Код объекта в государственном водном реестре — 05010100812107000002112.